# 9536 Statler
9536 Statler eller 1981 UR27 är en asteroid i huvudbältet som upptäcktes den 24 oktober 1981 av den amerikanska astronomen Schelte J. Bus vid Palomar-observatoriet. Den är uppkallad efter Thomas S. Statler.
Asteroiden har en diameter på ungefär 10 kilometer och den tillhör asteroidgruppen Eunomia.